# Fluorímetre
El fluorímetre és un aparell que analitza l'emissió de fluorescència que es produeix en fer incidir un feix lumínic sobre una dissolució problema. La presència de molècules fluorescents i la seva concentració es correlacionen positivament amb la quantitat de fluorescència emesa a una determinada longitud d'ona. La mesura de la fluorescència emesa permet el posterior càlcul de la concentració en la dissolució problema.

## Parts del fluorímetre
- Làmpada o font de llum: Excita el marcador fluorescent perquè emeti fluorescència de descàrrega d'Hg.
- Selector: Conjunt de filtres de colors que seleccionen una λ concreta i necessària per al marcador fluorescent,
- Cubeta: La cubeta és un recipient rectangular on està la mostra, aquesta ha de ser de quars.
- Detector: Recull la fluorescència que ha passat per la cubeta i la transforma en energia elèctrica, és un fototubul format per milers de cèl·lules fotovoltaiques. El detector ha d'estat a 90° respecte al pla de la llum excitada, ja que només ha de captar la llum de fluorescència, si es trobés a 0° (en el mateix pla de la llum exitadora), rebria els dos tipus de llum donant un resultat falsament augmentat.
- Pantalla d'absorció: És una placa de metall situada perpendicularment al pla de la llum excitadora i que capta la llum transmesa per la cubeta fent que no arribi al detector.
- Sistema de registre: Transforma l'energia obtinguda del detector i la transmet a una pantalla perquè es pugui veure el seu resultat.

## Classes de tècniques fluorimètriques
- Quimioluminescència. Té un marcador luminogen i una substància problema amb la qual reacciona. El marcador fluorescent és un luminogen, que és una substància química que pot tenir fluorescència o no, al reaccionar amb la substància problema, el producte format emet fluorescència, que és detectada i és directament proporcional a la seva concentració.
- Immunoluminescència: El marcador fluorescent és un anticòs marcat fluorimetricament i que s'unirà específicament a l'antigen que és la substància problema. Dins la immunoluminescència hi ha dos tipus més:
  - LIA: per substàncies problemes amb un elevat pes molecular com l'EPO.
  - ILMA: per substàncies problemes amb un baix pes molecular com la insulina.